# فن أموي
الفن الأموي هو الفن الذي أُنتج في عهد الأمويين، الذين حكموا العالم الإسلامي بين عامي 661 و750. إن هذا الفن كان يحمل آثارًا قوية من العصور القديمة البيزنطية والساسانية والعربية ما قبل الإسلام، ولا سيما الغساسنة؛ وهي نوعًا ما خلط بين هؤلاء الثلاثة، ولا يوجد إنتاج تجديدي إسلامي أصيل كما هو الحال مع الفنون الإسلامية اللاحقة مثل العباسي، والفاطمي.

### العمارة الدينية

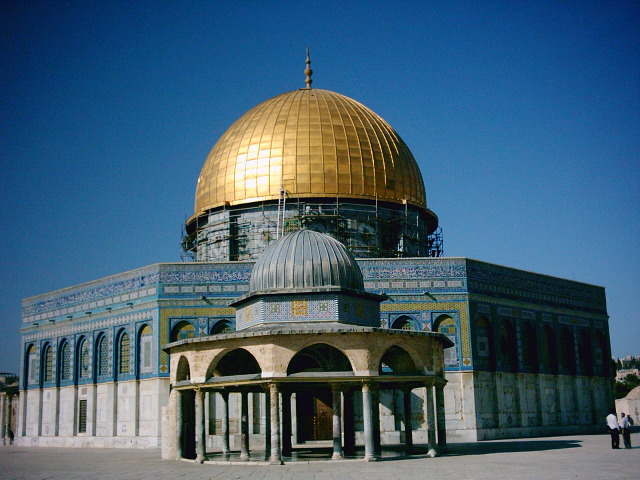
قبة الصخرة ، القدس ، 72/ 691-692م.

ظهرت أولى المباني الدينية الضخمة في السنوات الأولى التي أعقبت وفاة الرسول محمد، وخاصة في مدن الفتح. وهكذا بُني مسجد الكوفة في عام 638، ولكن سرعان ما اُستُبدل بمبنى أكبر في عام 50/670. يتميز هذا المكان برمزية شيعية قوية جدًا، حيث إنه المكان الذي اغتيل فيه الإمام الأول علي. وقد خضع بسبب هذا للترميم مرات عديدة، وحالته الحالية لا علاقة لها بحالته البدائية بالعصر الأموي التي نعرفها فقط من المصادر الأدبية.

#### قبة الصخرة
من المحتمل أن يكون أقدم نصب تذكاري لا يزال قائمًا في حالته الأصلية تقريبًا هو قبة الصخرة في القدس. نُظم المبنى وفقًا لخطة مركزية مع ممر مزدوج: في القلب، ترتكز قبة مركزية على أربعة أعمدة واثني عشر عمودًا من الرخام الملون؛ يحيط بها رواق مثمن الشكل يتكون من أعمدة وأعمدة متناوبة. ورغم أن الديكور الخارجي رُمم في عام 1552 بأمر من السلطان العثماني سليمان القانوني، إلا أن جزءًا من الزخارف الداخلية والخارجية بقي على حالته التي كان عليها في القرن السابع. وفي الجزء السفلي، تُنظّم ألواح من الرخام الملون في أنماط هندسية. داخل النصب التذكاري، تقدم الفسيفساء ذات الخلفية الذهبية أيقونات غير رمزية، تتكون من مخطوطات نباتية وزخارف هندسية وتيجان ومجوهرات. ويكتمل هذا التشكيل الزخرفي بإفريز طويل من النقوش القرآنية بالخط الكوفي. ومن الواضح أن هناك استمرارية قوية مع الممارسات الفنية المتوسطية في أواخر العصور القديمة، سواء في الخطة أو في الديكور. إن الخطة المركزية في المباني الفلسطينية في كفرناحوم أو قيصرية، وتقنية الفسيفساء على خلفية ذهبية وإعادة استخدام الأعمدة والعواصم القديمة هي جزء من التقاليد الرومانية البيزنطية والغساسنة العربية التي وظّفها الأمويون. وتذكرنا الأجنحة الموجودة في بعض العناصر الزخرفية بتيجان ملوك الساسانيين.

#### ولادة عمارة مسجد الفناء

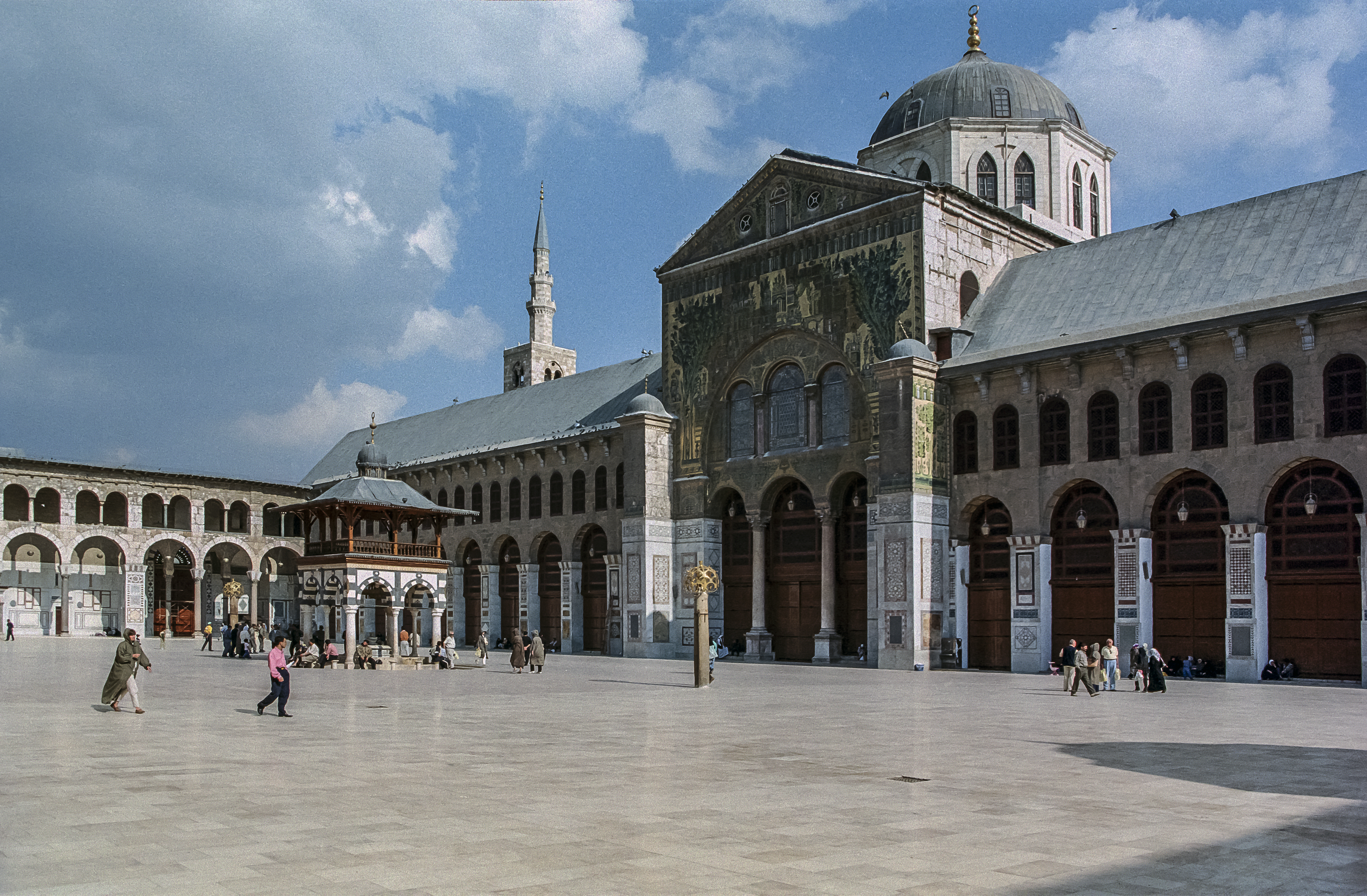
الجامع الأموي الكبير بدمشق.

تمثل قبة الصخرة معلمًا فريدًا في تاريخ العمارة الإسلامية؛ وربما أهمهم. على الرغم من أن بعض المباني قد تبنت في بعض الأحيان ميزاته، بطريقة واضحة إلى حد ما، إلا أنه لا يوجد أي منها قابل للمقارنة حقًا، سواء في الشكل أو الزخرفة. لكن العصر الأموي يمثل أيضًا ميلاد نوع من المعالم المخصصة، على العكس من ذلك، للأجيال القادمة. :مسجد الفناء، والذي يُطلق عليه أحيانًا اسم "النموذج العربي". أولهم يظهر في الأمصار: بالبصرة (635)، الكوفة (639)، الفسطاط (641-642). إن أولى النماذج الأصلية هو الجامع الأموي الكبير في دمشق، الذي بُني في عهد الوليد ، بين عامي 706 و715م. وهو بناء يتكون من صحن محاط برواق وقاعة صلاة ذات أعمدة وثلاثة أروقة موازية لجدار القبلة. يرتفع الصحن المؤدي إلى المحراب ويكبر بقبة، وتوجد ثلاث مآذن تشير إلى الزوايا. وهنا نجد مرة أخرى فسيفساء ذات خلفيات ذهبية ذات تأثير بيزنطي، وربما كانت مصنوعة على يد حرفيين بيزنطيين.
كما تميز العصر الأموي بتطور علاقة وثيقة بين السلطة والمسجد، يرمز إليها ببناء القصور القريبة (دار الإمارات). بالنسبة لجيريمي جونز، هذا الارتباط "ربما استمر في التقليد المعماري ما قبل الإسلامي" بسبب الحساسية لمكة والمدينة. ونحن نصادف بالفعل هذا الارتباط بين القصر والمسجد في كثير من الحالات، ولا سيما في دمشق أو الكوفة أو البصرة. إن تعميم المنبر المخصص للخطبة يوم الجمعة، وتطوير المقصورة وهي فضاء مغلق مخصص للحاكم، وفتح ممر يؤدي مباشرة إلى القصر في جدار القبلة، هي ثلاثة عناصر تدل على استيلاء السلطة على الفضاء الديني للمسجد وتسليط الضوء على التميزات الاجتماعية داخله. وترى هبة مصطفى أن هذه التطورات مرتبطة بالتشكيك في سلطة الأمويين، ولا سيما سلطة الحكام مثل الحجاج بن يوسف، باني مسجد واسط في عامي 702 و704. ويربط هذا التطور بتطور الزخارف الغنية في المباني الدينية، وهي الزخارف التي لا تزال واضحة في فسيفساء الرخام والأرضيات الذهبية في المسجد الكبير بدمشق.

### الديكور المعماري

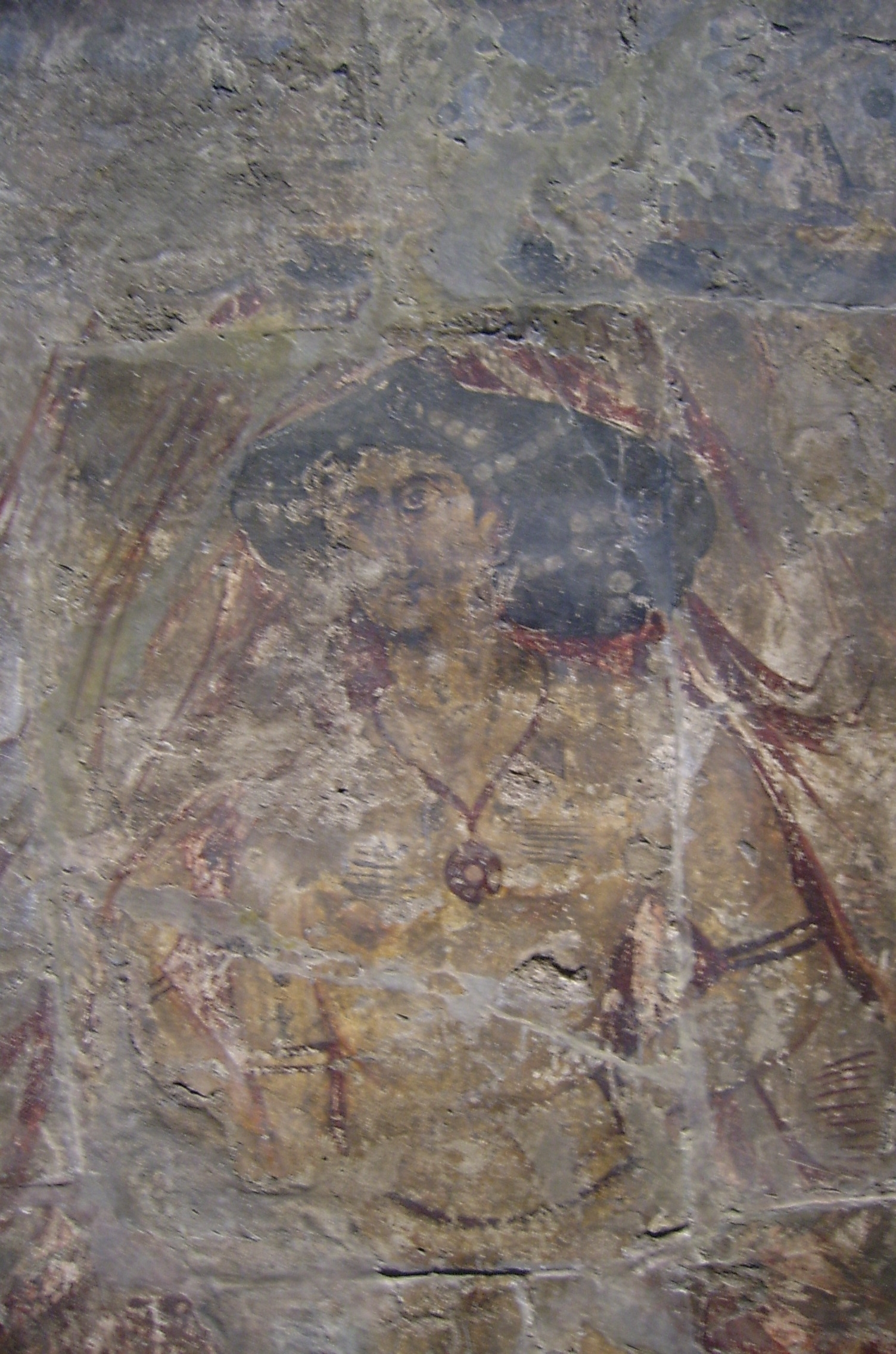
جدارية امرأة، في قصر عمرة.

تتميز الزخارف المعمارية، سواء كانت دينية (إسلامية أو مسيحية) أو مدنية (قصور، حمامات) باستمرار التقاليد القديمة وظهور خصائص أكثر خصوصية للفن الإسلامي. على سبيل المثال، استخدم الأمويون التمثيل الرمزي البيزنطي وتقاليد الغساسنة التي اقتبسوها من اليمنيين في زخرفة قصورهم، مع تطوير أسلوب فريد من نوعه. إن التقنيات المستخدمة عديدة :تتشارك قبة الصخرة والمسجد الأقصى في دمشق في الزخارف التي تلعب على عروق الرخام والفسيفساء مع خلفية ذهبية؛ وفي قصور السهوب أو الكنائس، يمكن ملاحظة وجود فسيفساء من الرخام والحجر، ومنحوتات حجرية أو جصية ولوحات جدارية. كما عُثر في المسجد الأقصى في القدس على مجموعة من الأعمال الخشبية التي يعود تاريخها إلى الفترة ما بين 685 و715 ميلادي. ومن المرجح أنه في بعض الحالات عمل العمال البيزنطيون على صنع هذه الزخارف.

## معرض الصور

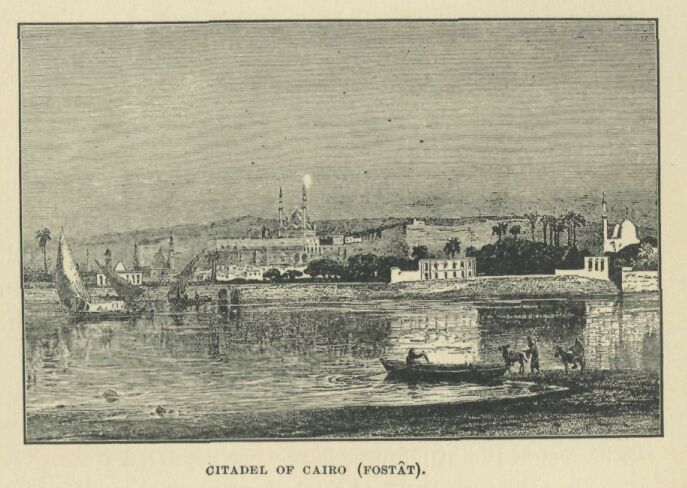
رسم قديم لعاصمة مصر الفسطاط التي بناها العرب في عهد الأمويين
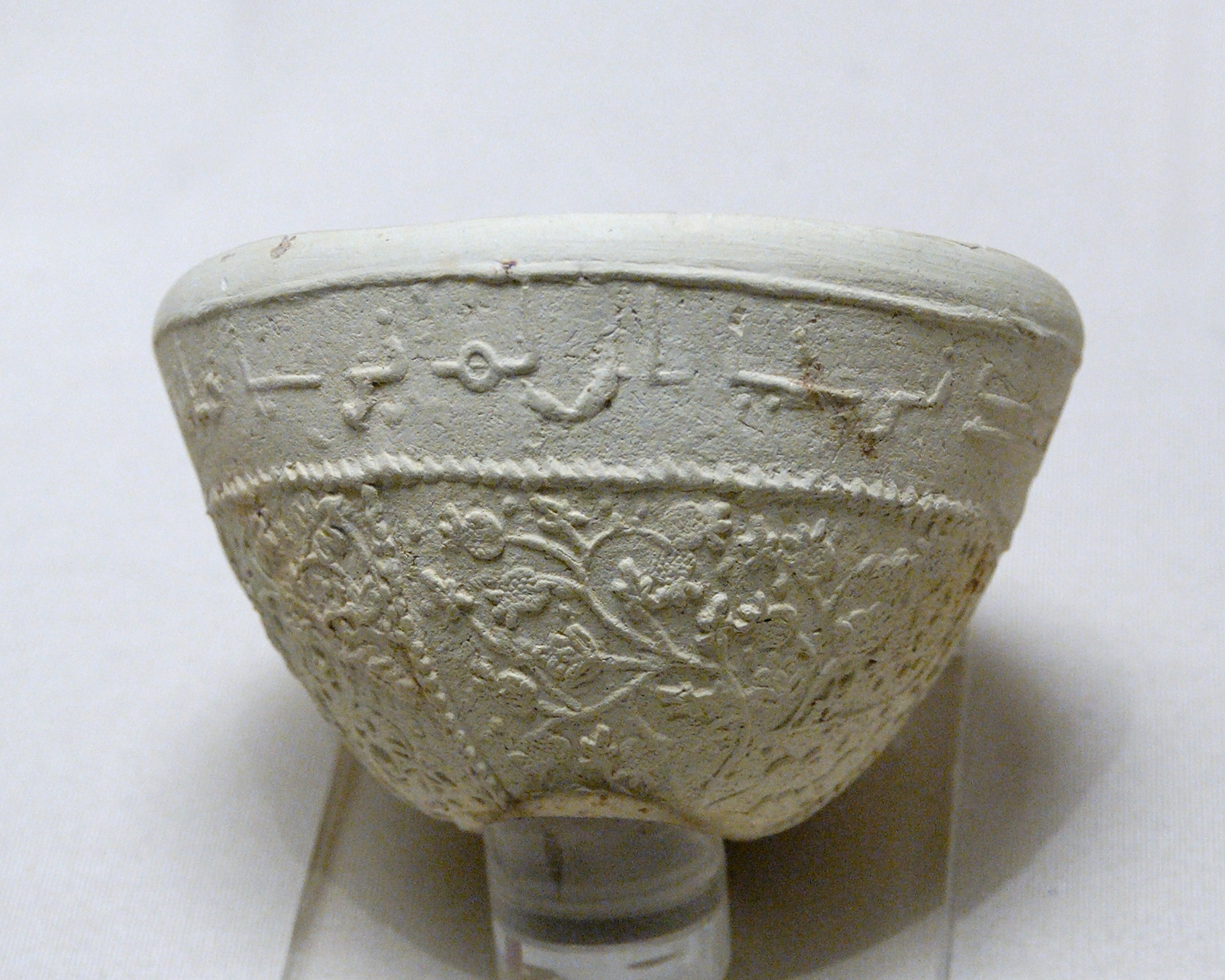
كأس مزخرف بالعنب والرمان مع كتابة باللغة العربية، من الفخار الطيني، في القرن السابع والثامن، من سوسة (في إيران)، محفوظة اليوم في متحف اللوفر.
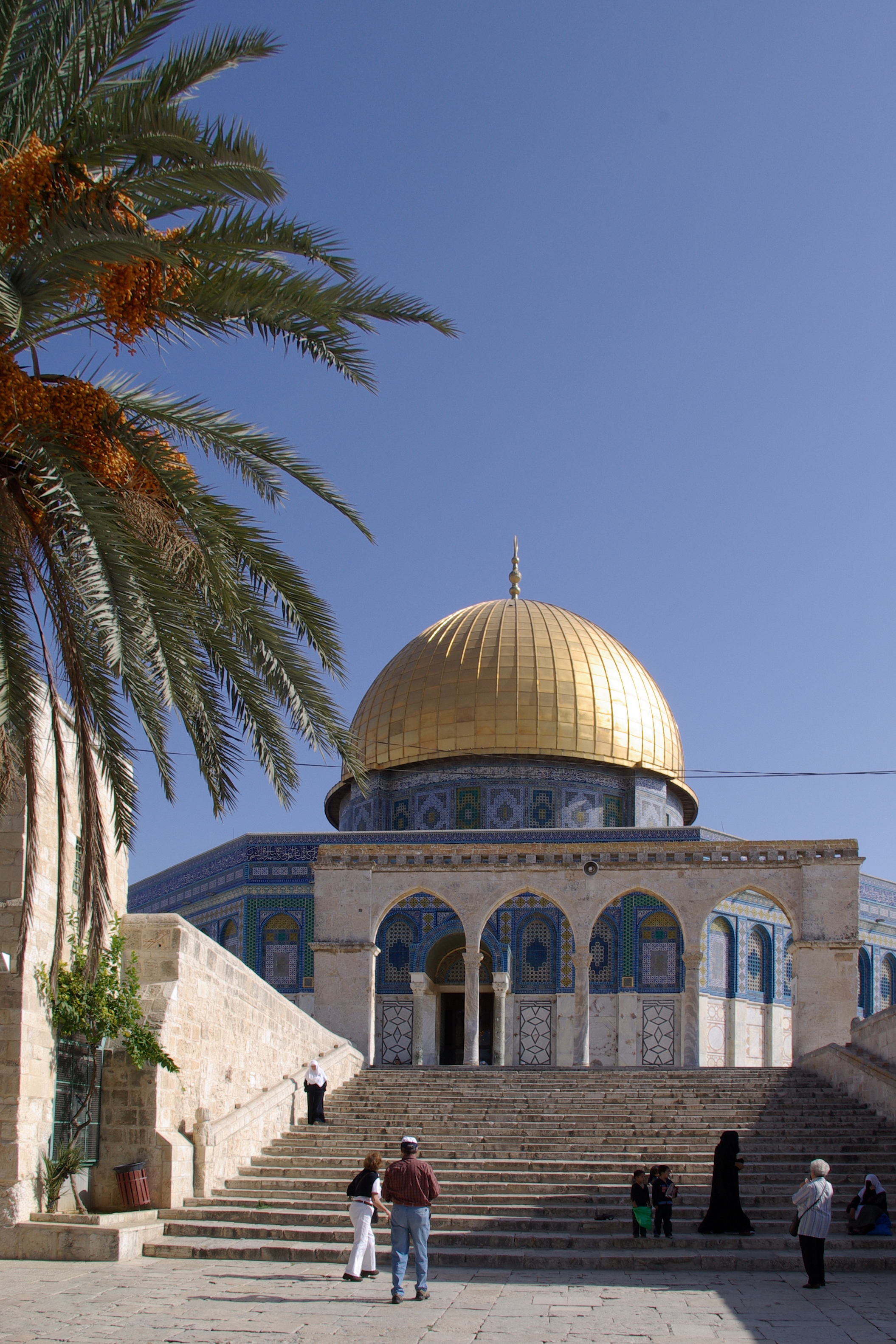
قبة الصخرة في المسجد الأقصى
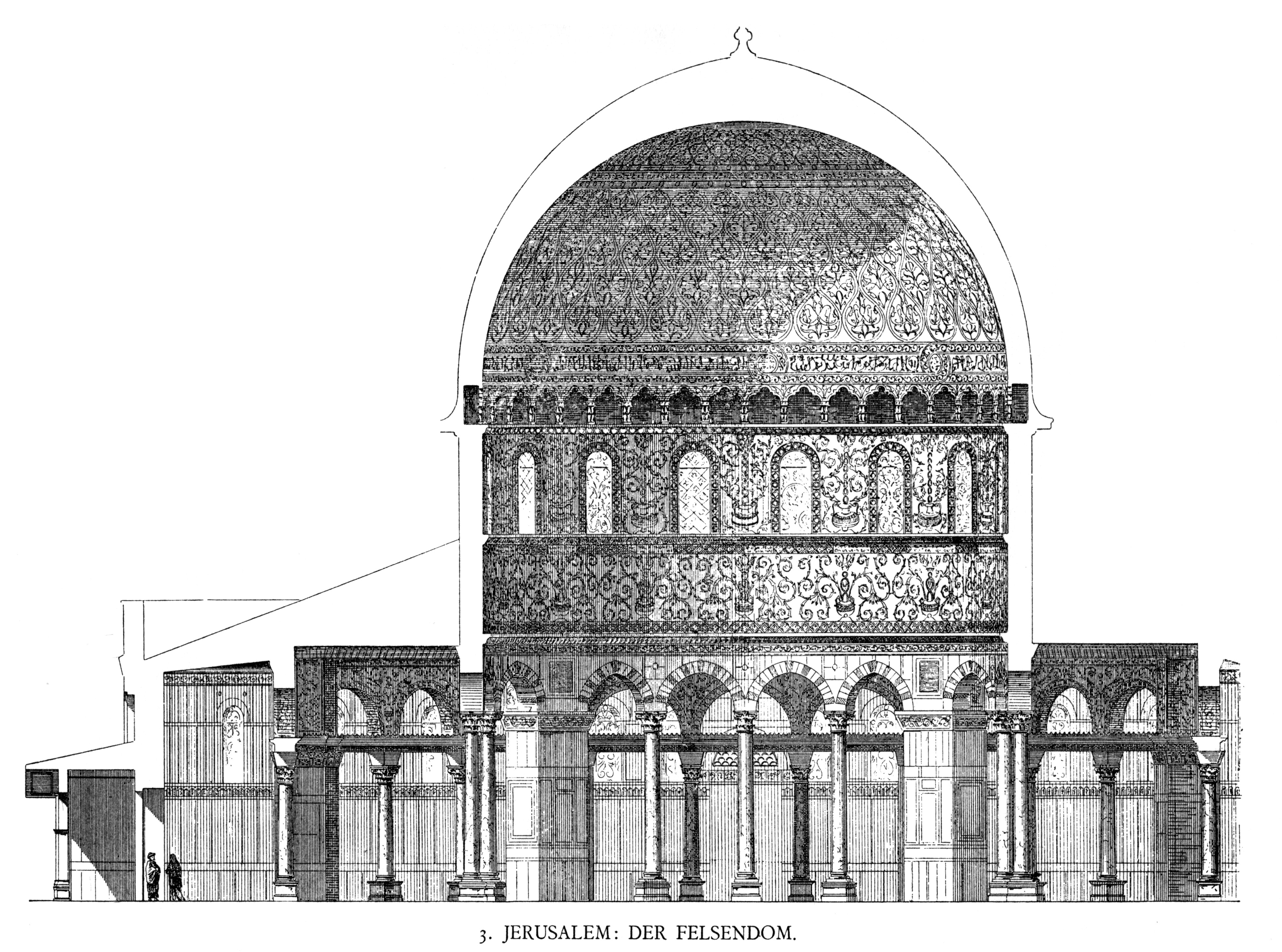
قسم من مخطط قبة الصخرة
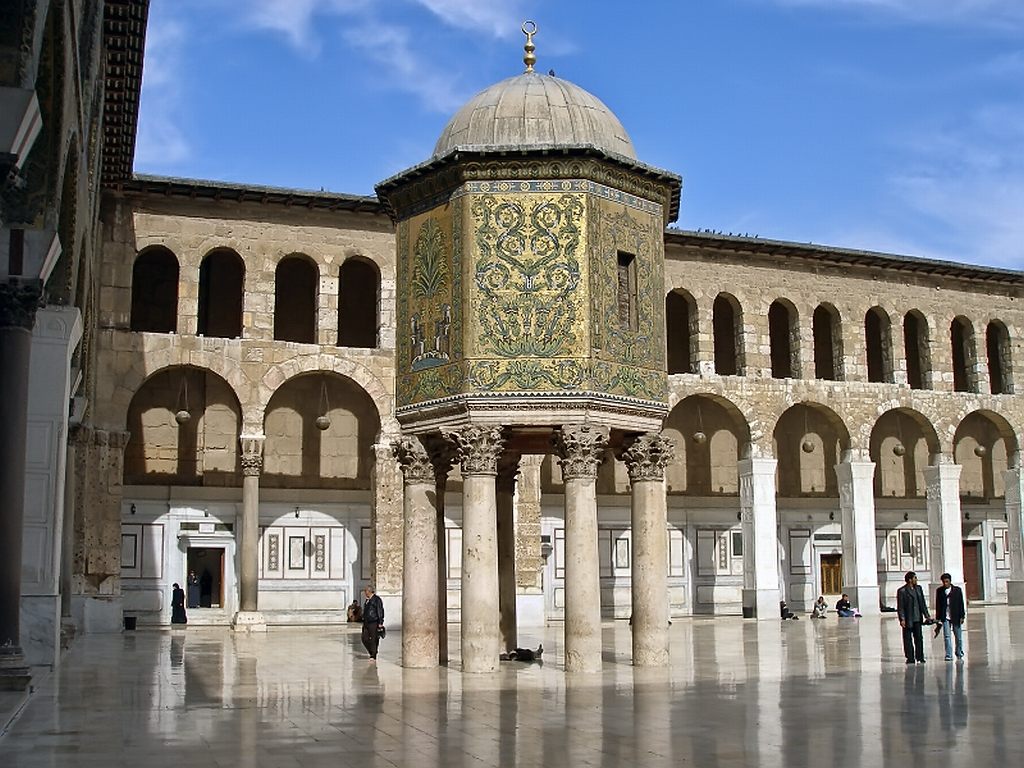
تفاصيل فناء المسجد الأموي في دمشق مع الخزانة
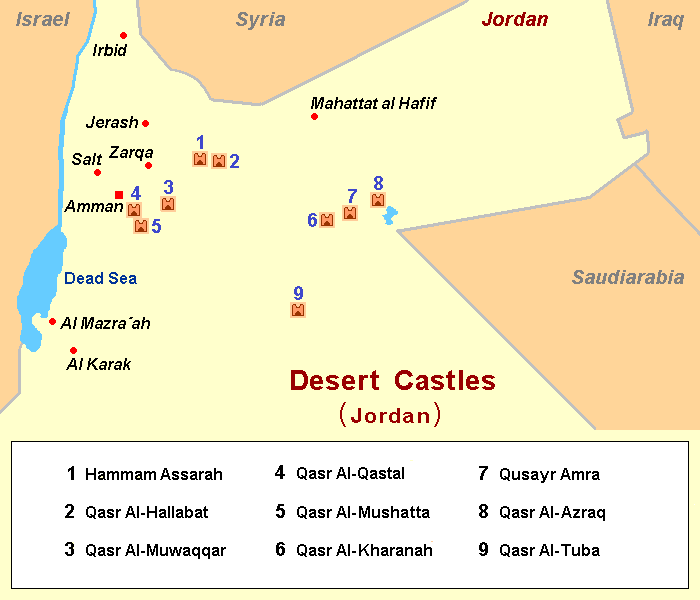
موقع القصور العربية في القرن السابع والثامن م
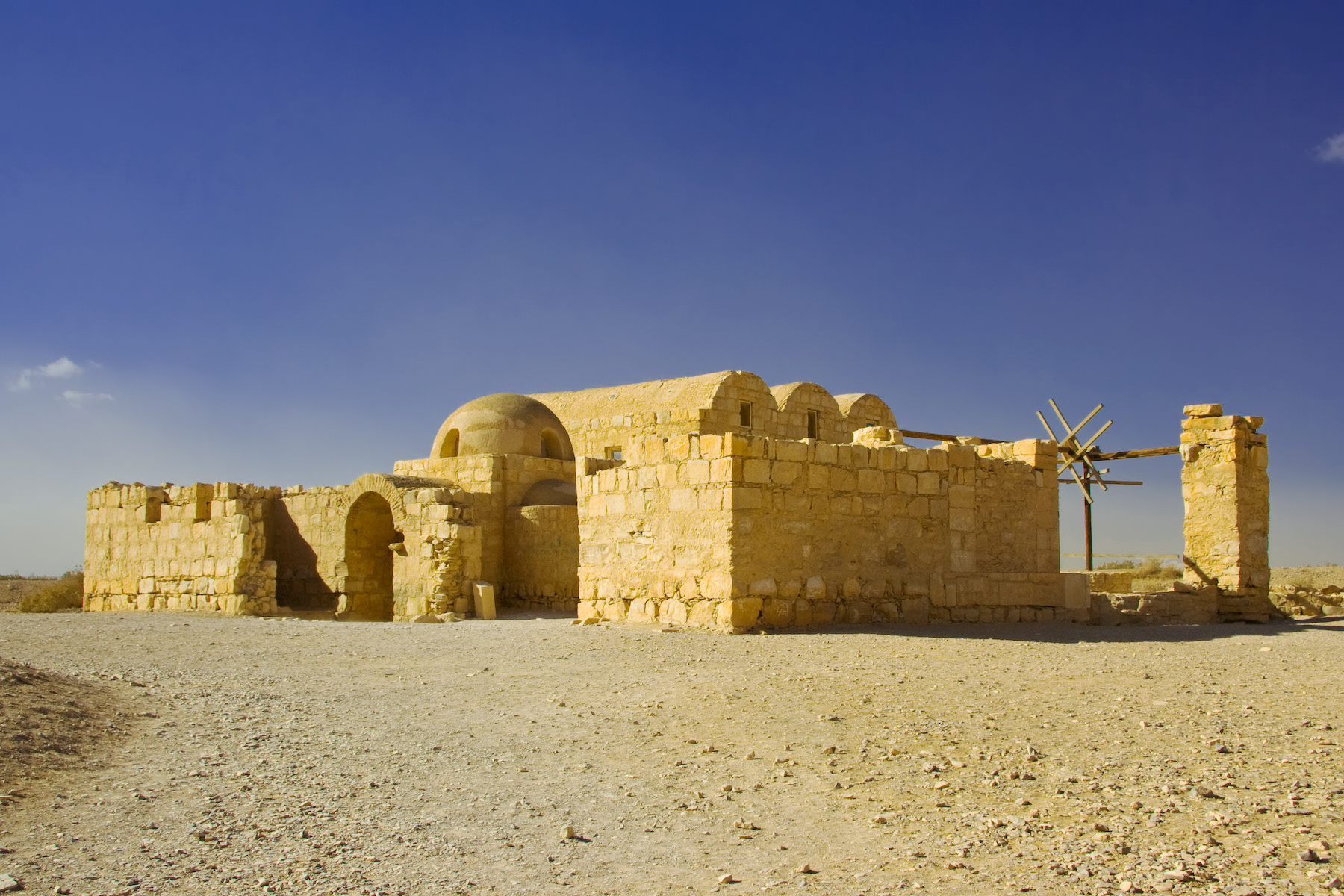
قصر عمرة
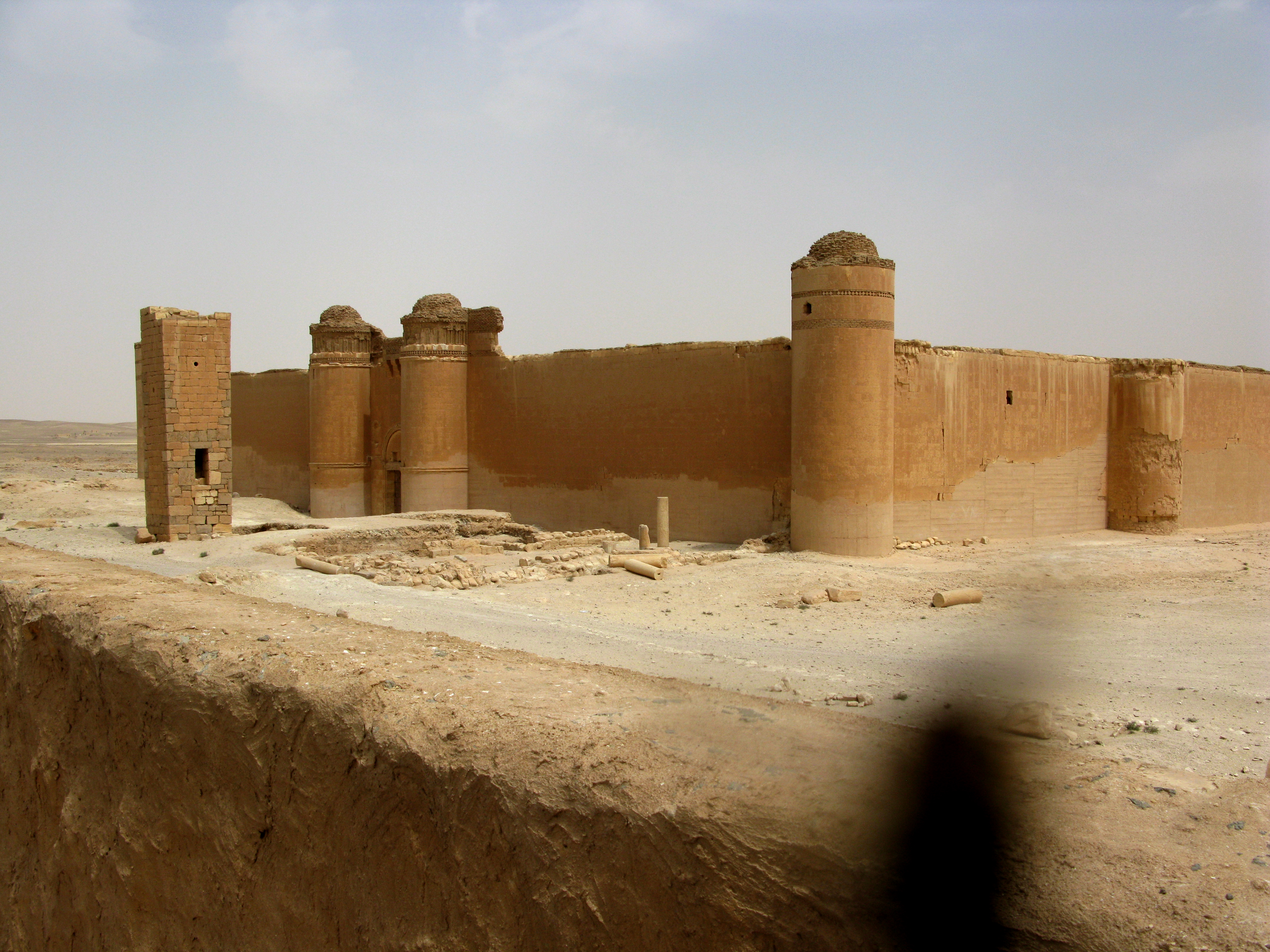
قصر الحائر الشرقي
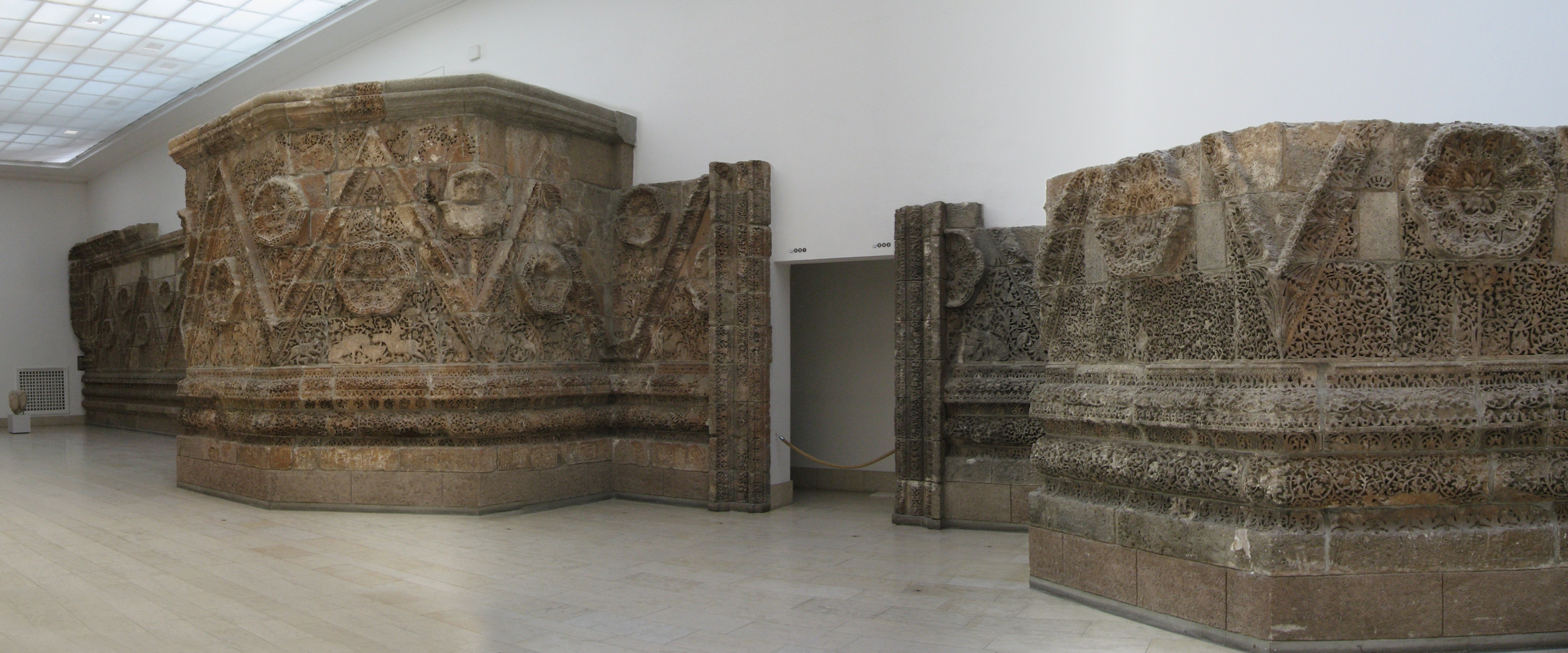
تفاصيل مُرممة لجدار المدخل من قصر المشتى، محفوظ اليوم في برلين، في متحف بيرغاموم
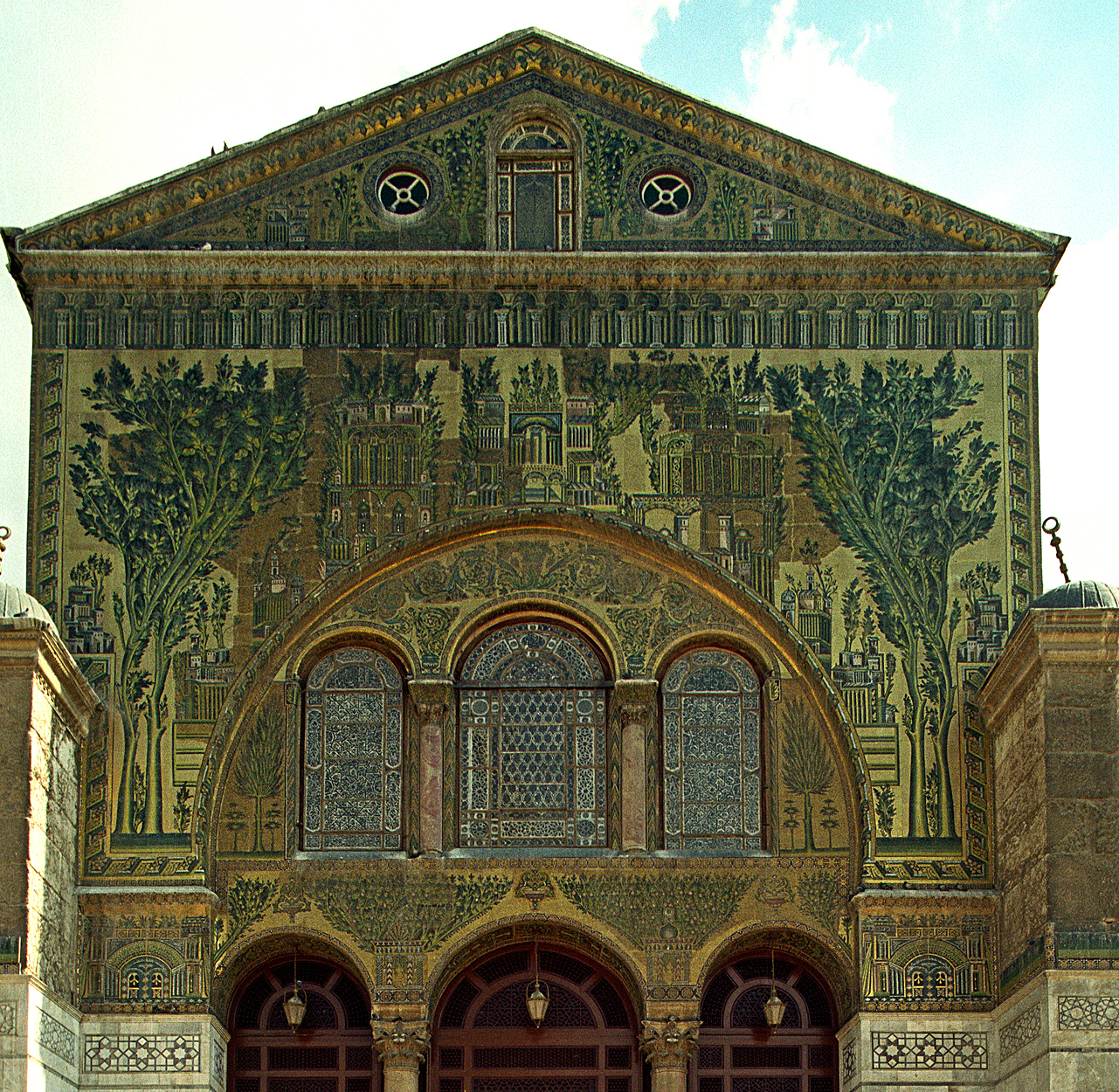
زخرفة الفسيفساء في الجامع الأموي بدمشق
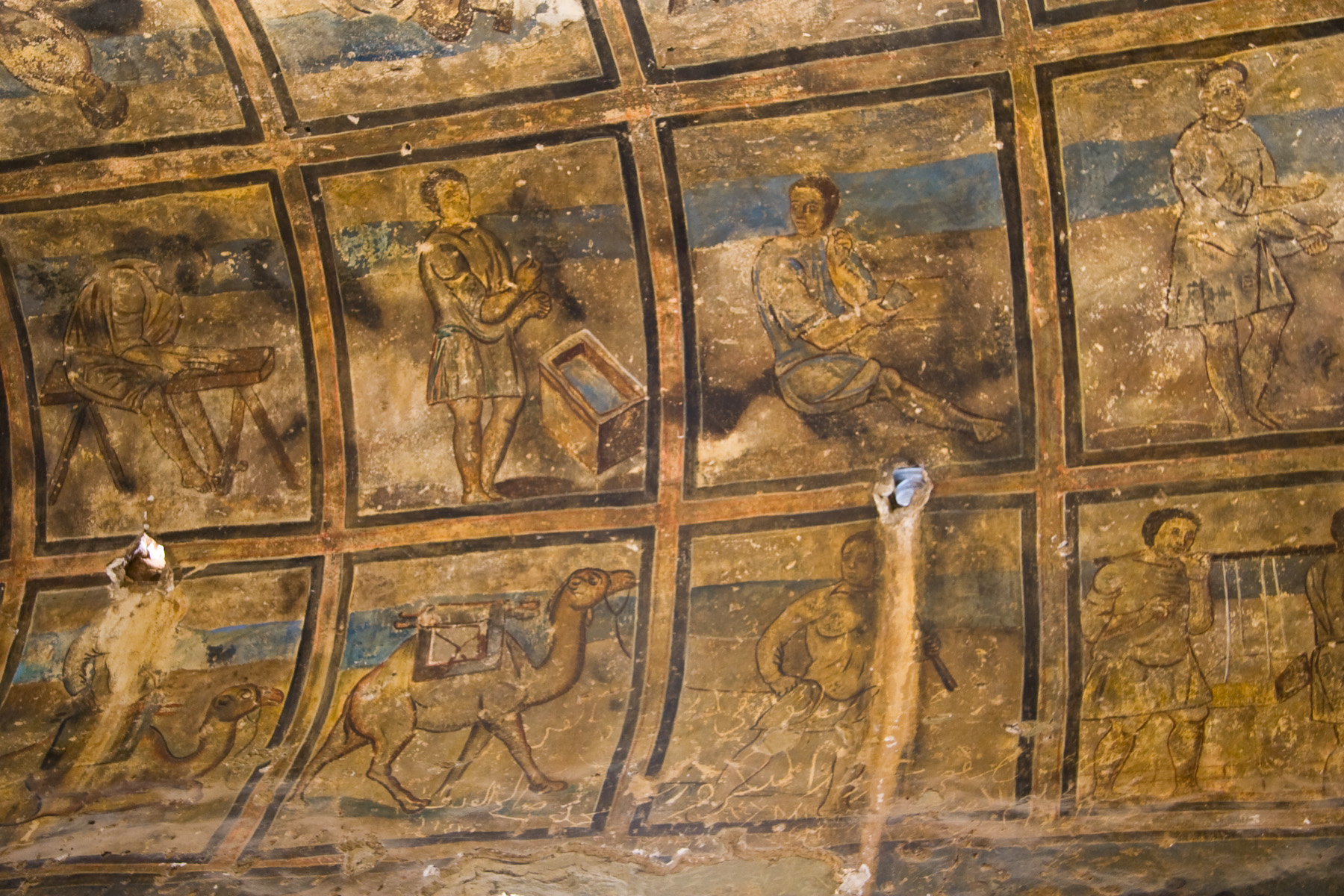
لوحة جدارية من قصر عمرة
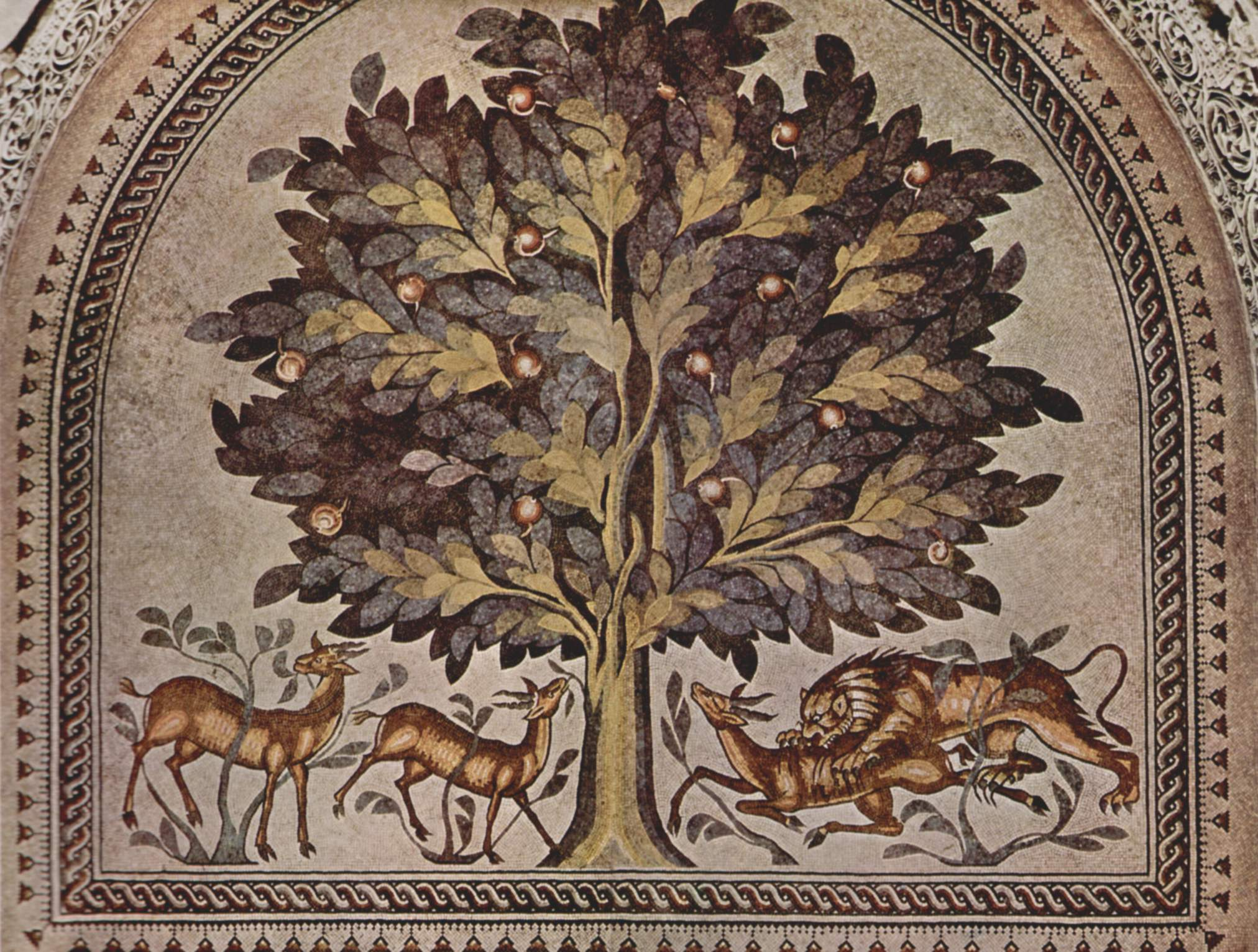
أرضية فسيفسائية في خربة المفجر

## فهرس
- Grabar, Oleg (2000). La Formation de l'art islamique. Champs (بالإنجليزية). Paris: Flammarion. p. 334. ISBN:978-2-08-081645-0. {{استشهاد بكتاب}}: تجاهل المحلل الوسيط |شهر= لأنه غير معروف، ويقترح استخدام |تاريخ= (help).
- Heck, Christian; Barrucand, Marianne (1996). Moyen Âge. Histoire de l'art (بالفرنسية). Paris: Flammarion. p. 575. ISBN:978-2-08-010784-8. {{استشهاد بكتاب}}: تجاهل المحلل الوسيط |شهر= لأنه غير معروف، ويقترح استخدام |تاريخ= (help).
- Les Omeyyades, naissance de l'art islamique. Musée sans frontières (بالفرنسية). Aix-en-Provence: Edisud. 2000. p. 223..

## طالع أيضًا
- فنون الإسلام
- الخلافة الأموية في دمشق